# Festival au désert

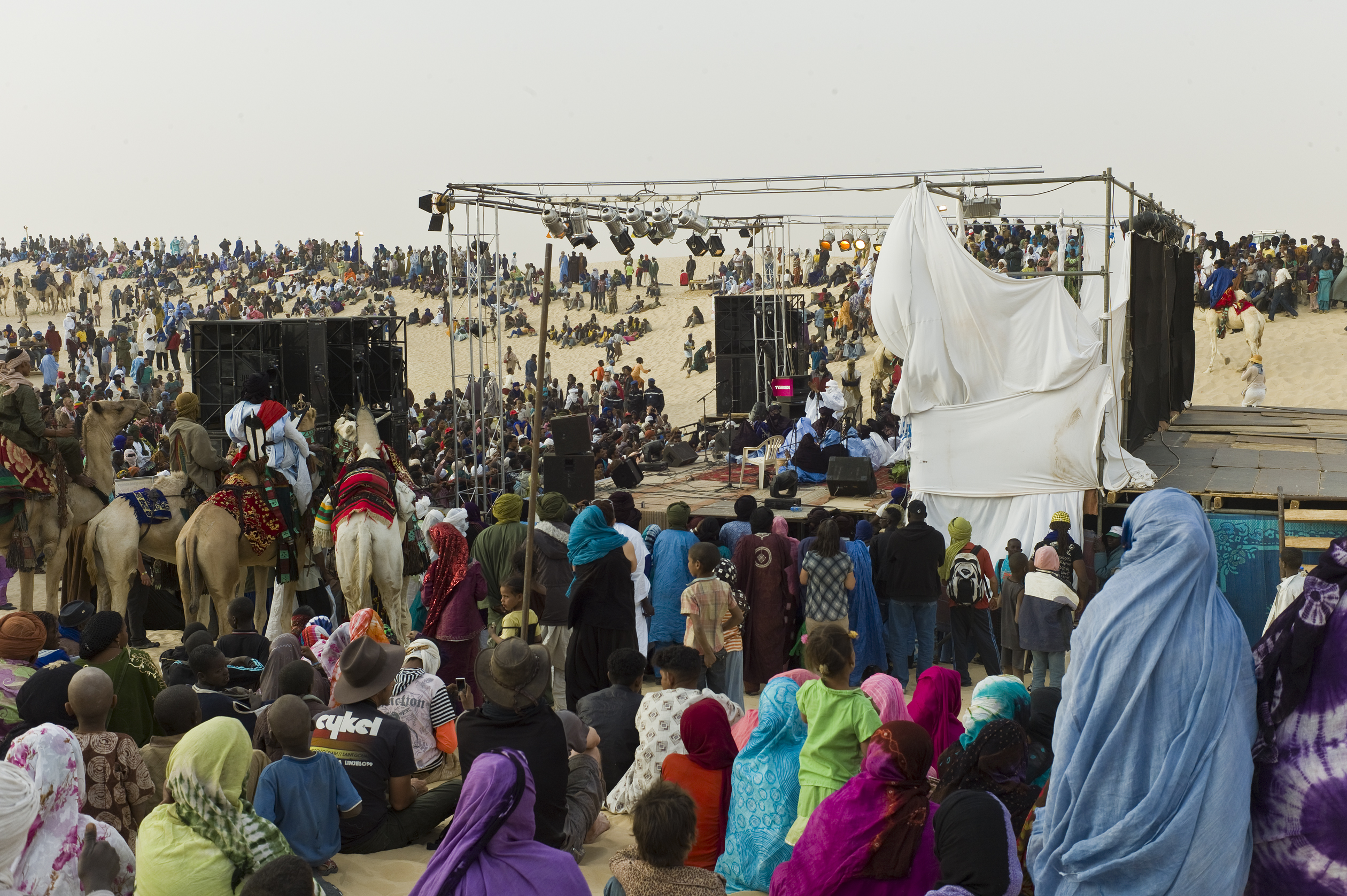
Festival au désert, 2012

Il Festival au désert era una manifestazione culturale che dal 2001 al 2012 si è svolta ogni anno a gennaio nel paese africano del Mali, e precisamente a Essakane, vicino alla città di Timbuctù. 
Dopo un'incursione a Timbuctù da parte di militanti islamisti nel 2012 e la guerra in Mali, il festival è stato rinviato e da allora non si è più tenuto per problemi di sicurezza.

## Storia del festival
Il Festival nel Deserto è nato nel 2001 per ricordare i raduni annuali del popolo tuareg a Timbuctù, chiamati Takoubelt o Temakannit, durante i quali, alla fine della stagione nomade, i nomadi erano soliti incontrarsi per scambiarsi notizie e beni, cantare e danzare. Il festival celebrava quindi la cultura locale, con danze, poesie, musica e tradizioni tuareg, comprese le corse di cammelli e altri giochi tipici. 
Dopo le prime 3 edizioni itineranti, l'evento si è radicato nella città di Essakane, a 65 chilometri da Timbuctù e si è aperto prima ad artisti di altre regioni del Mali, poi ad artisti africani, infine anche ad artisti europei e del resto del mondo. 
Pur essendo considerato un evento "genuino", grazie all'importanza riservata alla cultura tradizionale, il Festival attirava sempre più artisti, esperti di musica, turisti e curiosi, ed era ormai inserito tra i più moderni festival internazionali.

## Edizioni
- 2010: in occasione del decennale, la manifestazione (7-9 gennaio) si è svolta eccezionalmente a Timbuctu per integrarsi nel circuito culturale e artistico. L'ospite è stato il Senegal, con la partecipazione di Habib Koité et Bassekou Kouyaté.[3]
- 2009: svoltasi tra l'8 e il 10 gennaio, ha avuto il Marocco come "ospite d'onore".